# Quận Summit, Colorado

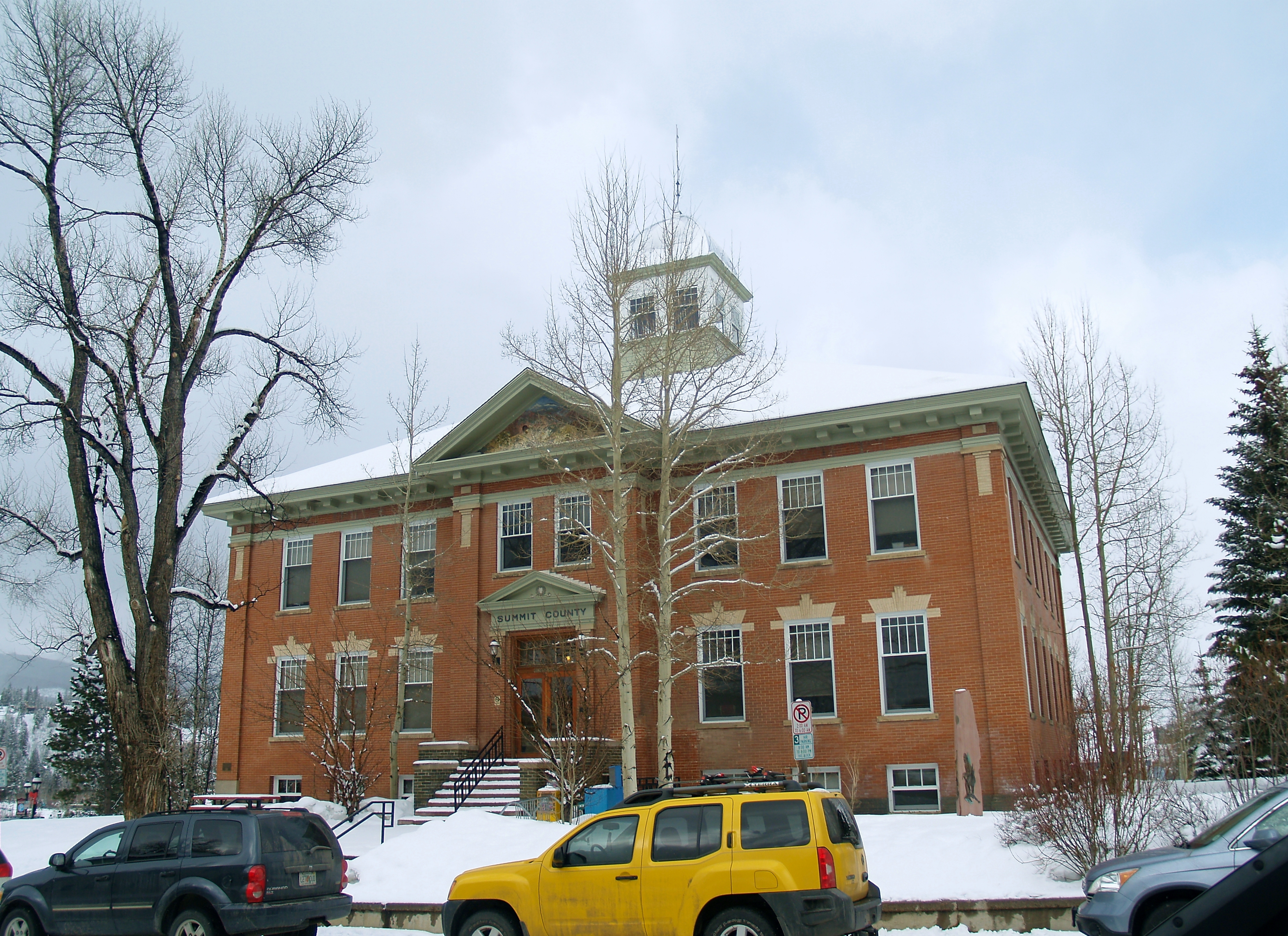
Quận Summit, Colorado

Quận Summit là một quận thuộc tiểu bang Colorado, Hoa Kỳ.
Quận này được đặt tên theo Continental Divide. Theo điều tra dân số của Cục điều tra dân số Hoa Kỳ năm 2010, quận có dân số 27994 người. Quận lỵ đóng ở Breckenridge.

## Địa lý
Theo Cục điều tra dân số Hoa Kỳ, quận có diện tích 1600 km2, trong đó có 28 km2 là diện tích mặt nước.